# Franz von Pitha

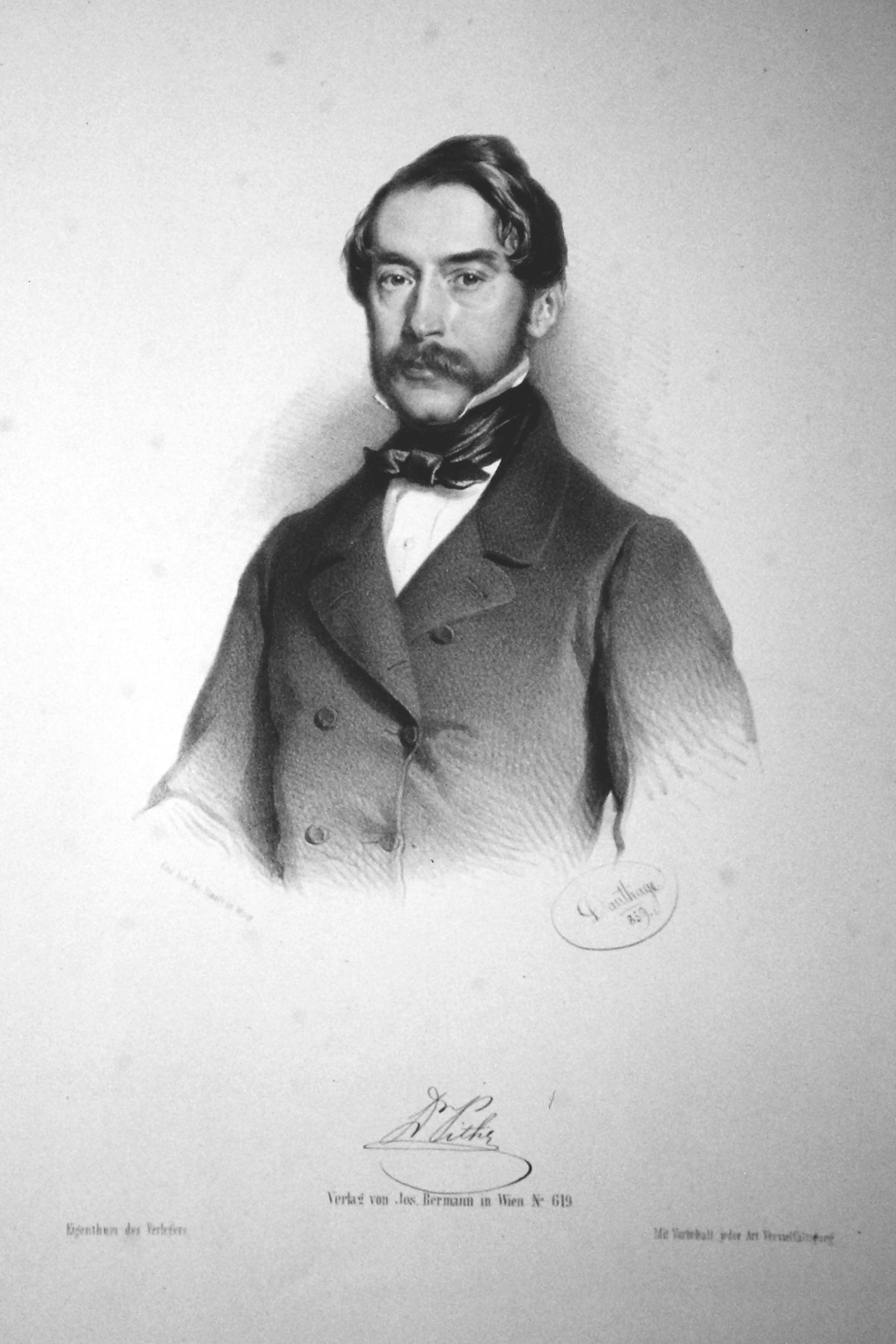
Franz von Pitha, Lithographie von Adolf Dauthage, 1859

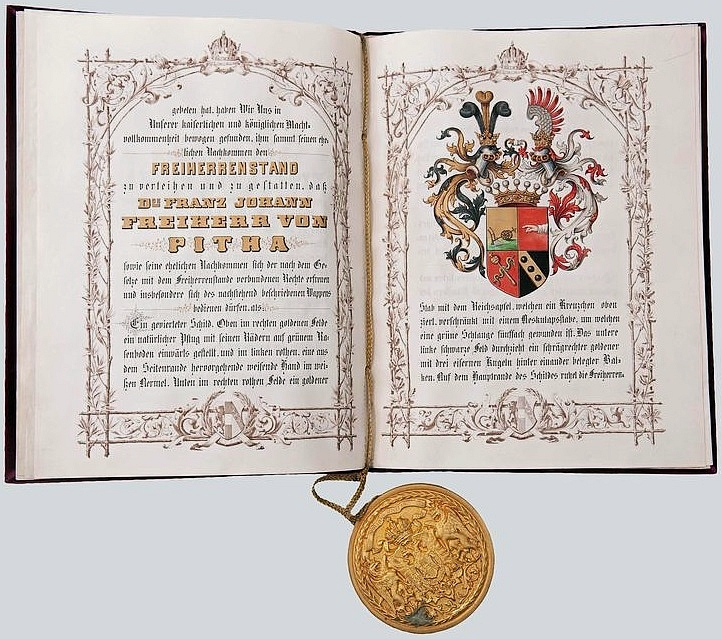
Freiherrendiplom für Pitha, 1875

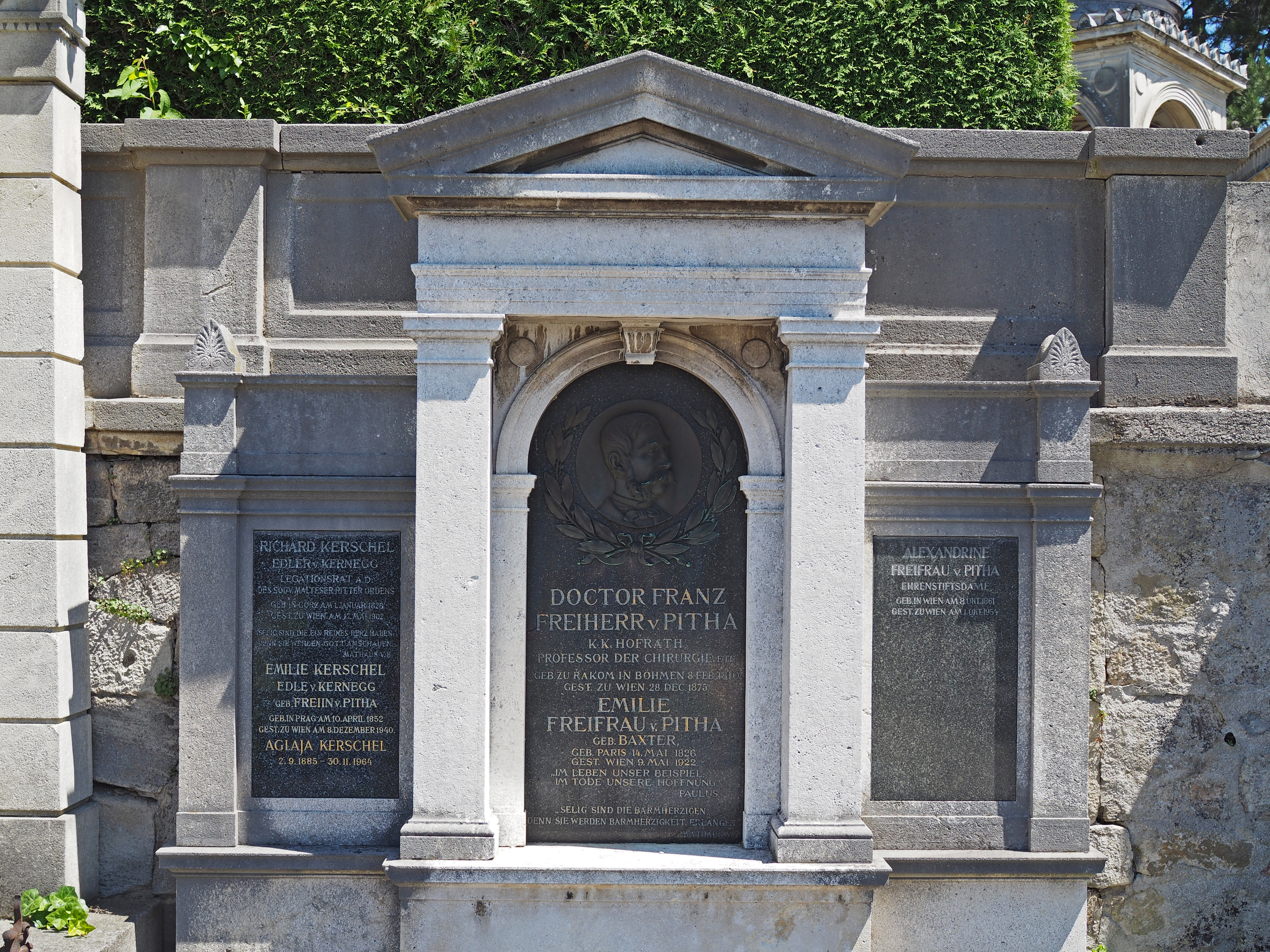
Grab von Franz von Pitha auf dem Hietzinger Friedhof in Wien

Franz Pitha, ab 1859 von Pitha, ab 1875 Freiherr von Pitha (* 8. Februar 1810 in Řakom, Böhmen; † 29. Dezember 1875 in Wien), genannt auch Ritter von Pitha, war ein böhmisch-österreichischer Chirurg.
Pitha studierte an der Universität Prag und wurde 1837 zum Dr. chir. promoviert, ab 1843 war er als Nachfolger seines Lehrers Fritz Professor für Chirurgie. Von 1857 bis 1874 war er Leiter der Chirurgie am Josephinum in Wien. 1859 wurde er im Krieg in Italien als Militärchirurg eingesetzt, im selben Jahr wurde er nobilitiert, 1875 zum Freiherrn erhoben. Mit dem Chirurgen Ernst von Bergmann war von Pitha freundschaftlich verbunden, den er in Wien kennengelernt hatte. Franz von Pitha befasste sich mit den neuen Narkoseverfahren, mit Hospitalbrand, Glottisödem und subkutanen Venenunterbindungen. Er setzte sich für kochbare Baumwolle als Verbandsmaterial ein und befürwortete die Berufung von Theodor Billroth nach Wien. Zu seinen später eine Hochschulprofessur erhaltenden Assistenten an der Chirurgischen Klinik Franz von Pithas gehörte (bis 1853) Adolph Morawek.
Seine letzte Ruhestätte fand Franz von Pitha auf dem Hietzinger Friedhof.

## Schriften (Auswahl)
- als Hrsg. mit Theodor Billroth: Handbuch der allgemeinen und speciellen Chirurgie. 3 Bände. Enke, Stuttgart 1865–1882.